# NGC 1406
NGC 1406 är en stavgalax i stjärnbilden Ugnen. Den upptäcktes år 1835 av John Herschel. 